# Nevşehir
Nevşehir, storicamente conosciuta come Muşkara e Nissa (in greco Νύσσα?), è una città della Turchia, capoluogo dell'omonima provincia in Anatolia centrale. Si trova a 290 km dalla capitale Ankara ed è uno dei principali centri abitati della Cappadocia.
Al censimento del 2020 aveva una popolazione di 117 598 abitanti (150 267 nell'intero distretto).

## Geografia fisica
La città è situata a un'altitudine di 1 224 m s.l.m. e ha un clima continentale (classificazione di Köppen: Dsa), caratterizzato da inverni freddi e nevosi ed estati calde e secche. Le precipitazioni si verificano durante tutto l'anno, con una leggera prevalenza nella stagione primaverile.

## Storia

### Preistoria e storia antica
Nissa fu fondata dagli Ittiti alle pendici del monte Kahveci, nella valle del fiume Halys. La regione cadde sotto il controllo dell'Impero assiro nell'VIII secolo a.C., e quindi sotto i Medi e infine dei Persiani di Ciro il Grande (546 a.C.). Questi ultimi furono sconfitti da Alessandro Magno nel 333 a.C. Dopo la morte di Alessandro, la Cappadocia fu annessa dal generale persiano Ariobarzane, e Mazaka venne scelta come capitale. Insieme al resto del regno di Cappadocia, Nissa divenne poi una provincia dell'Impero romano sotto Tiberio.

### Storia medievale
I rifugi sotterranei intorno a Nissa e Göreme furono costruiti in origine per sfuggire alla persecuzione delle autorità pagane dell'impero. Il teologo e santo cristiano Gregorio fu vescovo di Nissa nel tardo IV secolo, e molte delle chiese ricavate nella roccia risalgono proprio a tali albori della cristianità. Anche quando Teodosio il Grande rese il cristianesimo religione ufficiale dell'impero, le grotte offrirono riparo alla popolazione locale dalle incursioni dei Sasanidi, intorno al 604, e dal Califfato islamico, verso il 647. Quando la politica dell'Impero bizantino volse all'iconoclastia, le caverne offrirono nuovo riparo a coloro che fuggivano dalla persecuzione.
Per gran parte del periodo bizantino e romano, Nevşehir fu conosciuta come Neapolis (che in greco significa città nuova).
Il castello sulla collina risale al periodo bizantino, quando la regione si trovò sul fronte della guerra al Califfato. Nella battaglia di Manzicerta (l'odierna Malazgirt) nel 1071, l'imperatore Romano IV venne sconfitto dal sultano selgiuchide Alp Arslan, e ciò condusse all'occupazione dell'Anatolia da parte dei Selgiuchidi nel 1074: Nissa, con il resto della regione, divenne parte del Sultanato di Iconio. Passò poi sotto il regno della dinastia caramanide (1328) e infine sotto l'Impero ottomano (1487), ribattezzata Muşkara. Rimase tuttavia un insediamento relativamente insignificante fino al primo Settecento.

### Storia moderna e contemporanea
La moderna Nevşehir deve la sua fondazione al Gran Visir e genero del sultano Ahmed III Damat İbrahim Pascià, che era nato a Muşkara e pertanto aveva a cuore la sua trasformazione in una vera e propria città. Il villaggio, di sole diciotto case, già sotto l'amministrazione del cadì di Ürgüp evolse rapidamente grazie all'edificazione di moschee (come la moschea di Kurṣunlu), fontane, scuole, mense popolari, locande e bagni pubblici, e cambiò nuovamente nome nell'attuale (che significa città nuova in persiano e turco ottomano).
In base alla Convenzione di Losanna sullo scambio di popolazioni greche e turche del 1923, la comunità greco-ortodossa di lingua turca (i karamanlidi) di Nevşehir fu scambiata con quella musulmana residente nei villaggi greci di Osheni, Shak e Revani di Kastoria.

## Nevşehir moderna
Le sue principali fonti tradizionali di reddito, la tessitura di tappeti e la viticoltura, sono state sorpassate dal turismo, grazie alla sua vicinanza con caverne, camini delle fate, monasteri, caravanserragli e le famose chiese scavate nella roccia di Göreme.
La città e il suo distretto sono serviti dall'aeroporto di Nevşehir-Kapadokya, inaugurato nel 1998. A Nevşehir è inoltre presente, dal 2007, il campus dell'Università Nevşehir Hacı Bektaş Veli.

## Amministrazione

### Gemellaggi
Di seguito sono elencate le città gemellate con Nevşehir:
- Santa Fe;
- Neuss;
- Pforzheim;
- Härryda.